# Bitva u Kolína nad Rýnem
Bitva u Kolína nad Rýnem se odehrála v roce 716 a byla jednou z bitev občanské války, která ve Franské říši vypukla po smrti Pipina II. Prostředního. Zároveň byla první bitvou Karla Martela, franského majordoma a jedinou bitvou v niž během svého života utrpěl porážku.
Patrně na nátlak manželky Plektrudy určil Pipin II. za svého následníka v úřadu majordoma královského paláce svého vnuka Theudoalda. Po Pipinově smrti v roce 714 se toto rozhodnutí nelíbilo austrasijské šlechtě, která do úřadu zvolila Karla Martela, nemanželského syna Pipina II. a jeho milenky či druhé manželky Alpaidy. Plektrudě se krátce na to podařilo v Kolíně Karla Martela zadržet a uvěznit. O úřad majordoma Austrasie se ucházel i neustrijský majordomus Ragenfrid, který v roce 716 s franským králem Chilperichem II. a fríským králem Radbodem, vtrhl do Kolína, aby konkurenční frakci zničil a získal úřad majordoma i s královskou pokladnicí.
Karel Martel mezitím z vězení unikl a rychle se začal připravovat na vojenský střet, ale pro nedostatek času byl v bitvě nedaleko Kolína Radbodem poražen a donucen uprchnout do hor pohoří Eifelu. Chilperich II. s Ragenfridem po krátkém obléhání dobyli pevnost v Kolíně nad Rýnem a Plektrudu s Theudoaldem zajali. Plektruda s vnukem se ze zajetí vykoupila tím, že uznala Chilpericha králem, vzdala se královské pokladnice i úřadu majordoma pro svého vnuka Theudoalda.
Karel Martel v pohoří Eifelu mezitím shromáždil své příznivce a zakrátko byl připraven k boji. Když se Chilperich II. s Ragenfridem a armádou triumfálně vraceli z Kolína nad Rýnem byli v bitvě u Amblève Karlem Martelem poraženi. Podle Annales Mettenses priores byly ztráty, které Karel Martel způsobil svým nepřátelům, značné. Karel Martel poté do konce svého života zůstal neporažen.